# جزیره آمامی اوشیما، جزیره توکونوشیما، بخش شمالی جزیره اوکیناوا و جزیره ایریوموت
جزیره آمامی اوشیما، جزیره توکونوشیما، بخش شمالی جزیره اوکیناوا و جزیره ایریوموت (به انگلیسی: Amami-Ōshima Island, Tokunoshima Island, northern part of Okinawa Island, and Iriomote Island) در جزایر ریوکیو، ژاپن قرار دارد. جزیره آمامی اوشیما، جزیره توکونوشیما، بخش شمالی جزیره اوکیناوا و جزیره ایریوموت از آثار میراث جهانی است که در سال ۲۰۲۱ به عنوان یک اثر طبیعی با شماره ثبت ۱۵۷۴ در فهرست میراث جهانی یونسکو ثبت گردید.

## ثبت جهانی
این اثر در ۴۴امین نشست سازمان یونسکو به میزبانی چین با شماره ثبت ۱۵۷۴ ثبت جهانی شد.